# نيكولا نيكولوف
نيكولا نيكولوف (بالبلغارية: Никола Николов)‏ هو لاعب كرة قدم بلغاري في مركز الوسط، ولد في 10 يوليو 1986 في بلغاريا. لعب مع بيرين جوتشي ديلتشيف وليفسكي صوفيا.

## وصلات خارجية
- نيكولا نيكولوف على موقع قاعدة بيانات كرة القدم.إي يو (الإنجليزية)
- نيكولا نيكولوف على موقع Soccerway.com (الإنجليزية)